# Route 49 (Manitoba)
La Route 49 (PTH 49) est une courte route provinciale du Manitoba. Elle fait partie d'une route plus longue reliant Fosston (Saskatchewan) à la route 83 près de Benito (Manitoba), via la route 49 de Saskatchewan. Avec les routes 27 et 57, la route 49 est l'une des plus courtes routes du Manitoba.

## Description du tracé
La route 49 débute à la frontière de la Saskatchewan comme prolongement de la route 49 près de Benito. À peine 1,2 km (0,7 mi) plus à l'est, la route prend fin à l'intersection avec la route 83.

## Intersections majeures
| Division              | Ville | km   | Destinations                | Notes                    |
| --------------------- | ----- | ---- | --------------------------- | ------------------------ |
| No. 20                |       | 0,00 | SK-49 ouest – Arran         | Continue en Saskatchewan |
| No. 20                |       | 1,20 | PTH-83 – Swan River, Roblin |                          |
| - Transition de route |       |      |                             |                          |